# Classe préparatoire physique et sciences de l'ingénieur

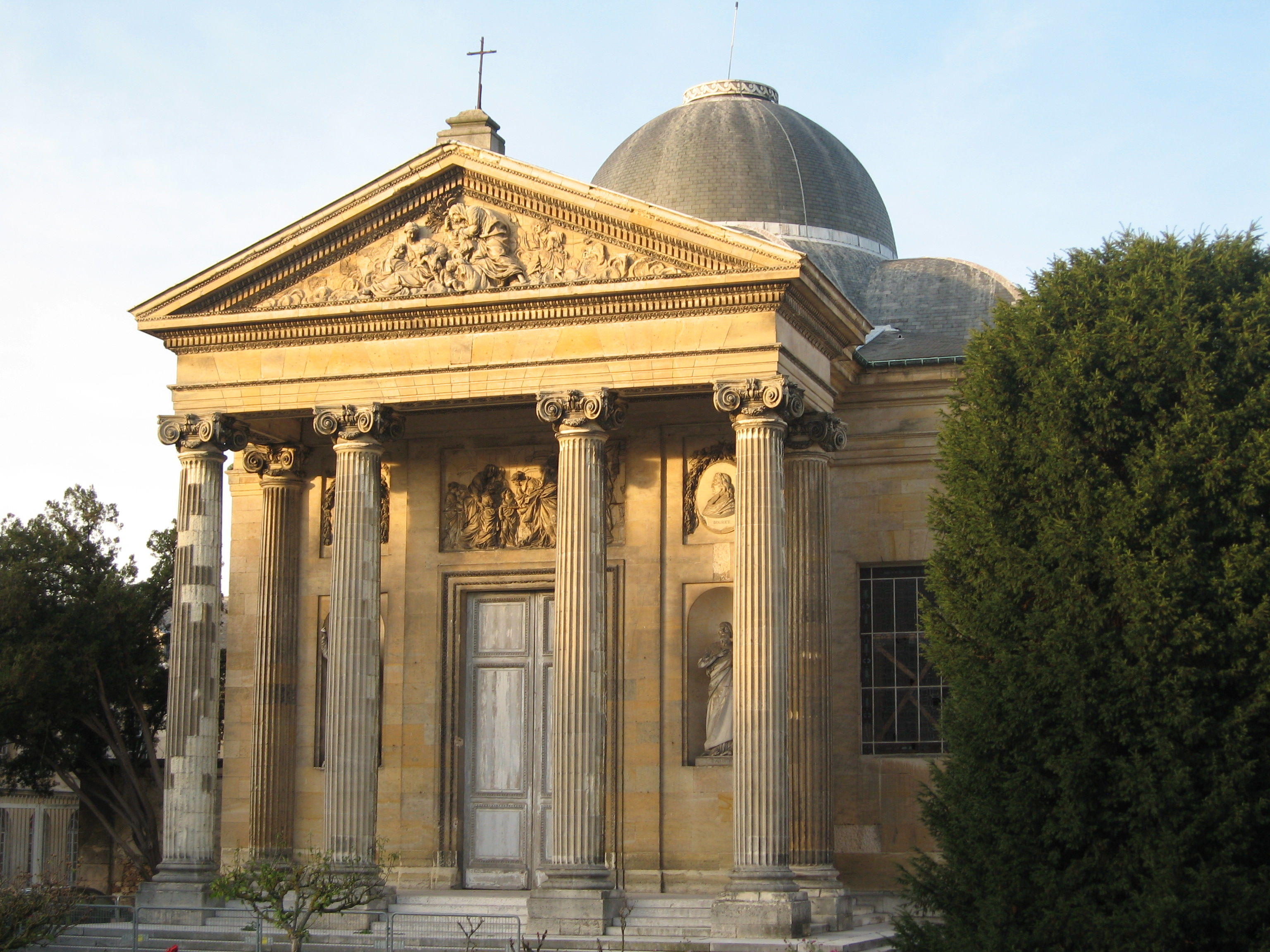
Le Lycée Hoche (Versailles) est un des établissements présentant les meilleurs résultats pour les concours des grandes écoles d'ingénieurs.

Dans le système éducatif français, la classe préparatoire physique et sciences de l'ingénieur ou PSI est une des voies d'orientation en seconde année, communément appelée Maths spé, de la filière des classes préparatoires scientifiques.
On y accède après la classe préparatoire mathématiques, physique, informatique et sciences de l'ingénieur (MP2I), la classe préparatoire mathématiques, physique et sciences de l'ingénieur (MPSI), la classe préparatoire physique, chimie et sciences de l'ingénieur (PCSI) ou la classe préparatoire physique, technologie et sciences de l'ingénieur (PTSI).
Les mathématiques et la physique sont les matières les plus importantes, mais la chimie et les sciences de l'ingénieur y sont également enseignées.

## Origine historique
La filière PSI a été établie en 1997 à la suite de la réforme des classes préparatoires de la période 1995-1996 qui a également transformé la filière M en MP et la filière P en PC, et qui visait à répondre aux demandes des écoles d'ingénieur. La dernière modification des programmes est entrée en vigueur à la rentrée 2014, donc pour les concours 2015.

## Orientation
La filière PSI rassemble des élèves de MPSI qui ont suivi l'option correspondante, des élèves de PCSI qui ont suivi l'option sciences de l'ingénieur, ainsi que des élèves de PTSI ayant suivi l'option Mathématiques (ce choix s'effectue à la fin du premier semestre de première année).
Le site officiel du lycée Saint-Louis indique que le public spécifique de cette filière regroupe des « élèves motivés par des réalisations de haute technologie, développant un sens affiné du concret et de la réalité physique, et une capacité à analyser et à modéliser un phénomène ou un système ».

## Programme

### Les cours
Les matières principales (composée de cours, de TD et de TP) et qui ont une importance similaire au niveau des concours sont :
- Les mathématiques : 
  - Analyse (séries, séries entières, séries trigonométriques, suites et séries de fonctions, intégrales impropres et calcul différentiel, équations différentielles linéaires).
  - Algèbre (algèbre linéaire, algèbre bilinéaire, géométrie, polynômes, calcul matriciel, réduction des endomorphismes).
- La physique : mécanique des fluides, physique des ondes, électromagnétisme, thermodynamique, électronique, transmission de puissance, ainsi que quelques éléments d'analyse vectorielle.
- Les sciences de l'ingénieur (SI) : automatique, cinématique, statique, dynamique, logique combinatoire et SysML.

Les autres matières qui possèdent un enseignement plus restreint sont :
- La chimie : thermochimie, courbes intensité-potentiel, corrosion, piles.
- Français-philosophie : deux heures par semaine pendant lesquelles sont étudiés les œuvres et le thème du programme officiel.
- Langue vivante 1 : deux heures par semaine.

### Les khôlles
- Il y a cinq types de khôlles : maths, physique-chimie, sciences de l'ingénieur, langue vivante 1, et français. Sur quatre semaines il y a deux khôlles de maths, 3 de physique-chimie, 1 en sciences de l'ingénieur et 2 de langue vivante 1, la khôlle de français est quant à elle semestrielle.
- En travaux pratiques des sciences de l'ingénieur, on exploite des logiciels traitant d'automatique ou de dynamique.

### Les travaux pratiques
- Il y a deux heures de TP de SI par semaine qui sont similaires aux TP de première année.
- Deux heures de physique (et exceptionnellement de chimie) s'ajoutent aussi chaque semaine. Une grande partie des travaux pratiques concerne l'électronique, notamment l'amplificateur opérationnel.

## Emploi du temps
| Matière                                 | Total | Cours | TD    | TP  | Khôlles           |
| --------------------------------------- | ----- | ----- | ----- | --- | ----------------- |
| Mathématiques                           | 10 h  | 7 h   | 3 h   | 0   | 1 h par quinzaine |
| Physique - Chimie                       | 10 h  | 6,5 h | 1,5 h | 2 h | 1 h par semaine   |
| Sciences industrielles pour l'ingénieur | 4 h   | 1 h   | 1 h   | 2 h | 1 h par mois      |
| Français - Philosophie                  | 2 h   | 2 h   | 0     | 0   | 1h par trimestre  |
| Langue vivante 1                        | 2 h   | 2 h   | 0     | 0   | 1 h par quinzaine |
| Langue vivante 2 (facultatif)           | 2 h   | 2 h   | 0     | 0   | 0                 |
| Informatique (au premier semestre)      | 2 h   | 1 h   | 1 h   | 0   | 0                 |
| TIPE                                    | 2 h   | 0     | 2 h   | 0   | 0                 |
| Total obligatoire                       | 34 h  | 19 h  | 8 h   | 4 h | environ 2 h       |

## Statistiques
Il existe sur le territoire français environ 150 classes de PSI ce qui représente près de 5 000 élèves. En effet, 5 004 élèves de PSI étaient inscrits pour les écrits de CCP en 2011 et 4 886 étaient présents. 1 601 d'entre eux provenaient d'une classe étoilée, soit environ un tiers des élèves.
À la suite des concours de l'année 2010, 43 élèves de PSI ont rejoint l'École polytechnique, 27 Mines ParisTech, 99 l'École centrale Paris, 114 l'École supérieure d'électricité (Supélec) et environ 225 Arts et Métiers ParisTech.